# Drosophila progastor
Drosophila progastor este o specie de muște din genul Drosophila, familia Drosophilidae, descrisă de Bock în anul 1976. Conform Catalogue of Life specia Drosophila progastor nu are subspecii cunoscute.